# Marie Guy-Stéphan
Pour les articles homonymes, voir Guy et Stephan.
Marie-Antoinette Stéphan (épouse Guy), connue à la scène sous le nom de Marie Guy-Stéphan (Paris, 27 novembre 1818 - Paris 9e, 21 août 1873,), est une danseuse française.

## Biographie

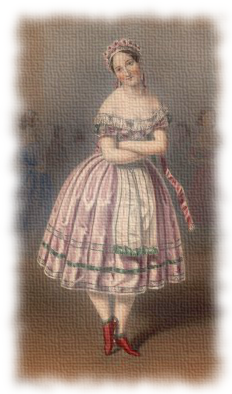
Marie Guy-Stephan dansant la cracovienne dans Une soirée de carnaval, Londres, septembre 1842.

Elle est la fille de Johann-Baptiste Stéphan, un marchand fripier d'origine allemande, et de Marie Joséphine Corroy[réf. nécessaire].
Elle débute dans les chœurs de l'Opéra de Paris puis se fait engager au ballet du Grand Théâtre de Bordeaux. On sait qu'elle dansa à la Scala, à Londres, et en Espagne au théâtre Circo. Elle s'intéresse aux danses espagnoles et ajoute à son répertoire le Boléro chorégraphique, elle devient une des spécialistes des pas espagnols. 

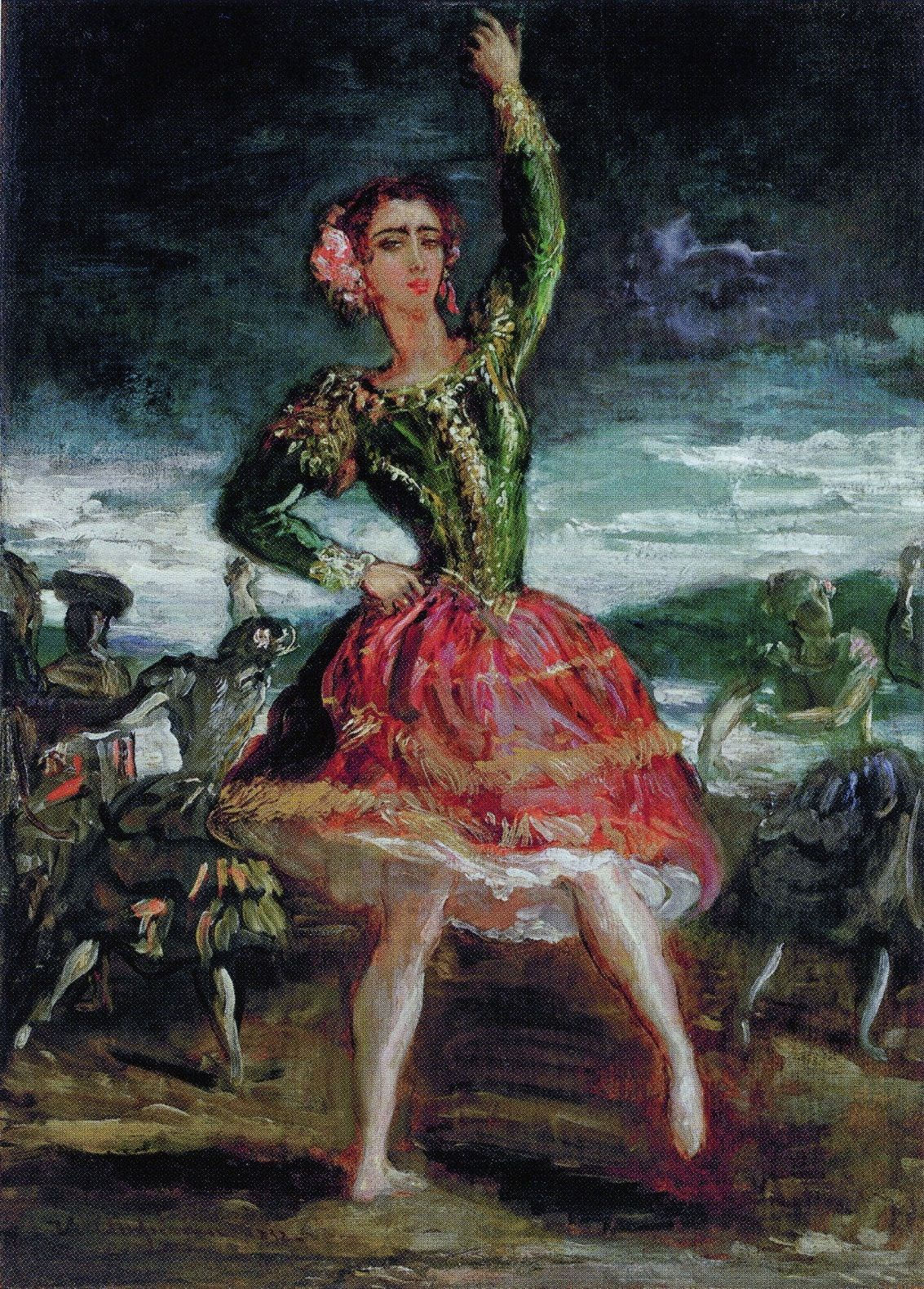
Petra Camara, 1852
Théodore Chassériau
musée des beaux-arts de Budapest

On pouvait lire dans la Revue et gazette musicale en 1856 :

« Que la Gaité nous excuse, elle seule a eu le bon sens de ne pas faire comme tous ces moutons de Panurge, et de ne pas tomber dans la mer. Le dieu des vacances l'a inspirée en lui faisant monter une grande féerie intitulée l'oiseau de paradis, où les trucs, les surprises, les changements à vue se succèdent sans laisser au spectateur le loisir de respirer; où Mme Guy-Stéphan développe ses grâces espagnoles, comme la Petra Camara développe les siennes à la Porte-Saint-Martin. »

En 1857, son partenaire au théâtre del Principe de Madrid, Monsieur Paul, lui intente un procès pour rupture de contrat. La presse parisienne s'en fait l'écho.
Dans ses mémoires, le chorégraphe Marius Petipa raconte sa tournée en Andalousie avec Madame Stephan :
« Mon congé de deux mois ne me permit guère de me reposer. Je partis en tournée, en compagnie de la danseuse Guy-Stéphan, dans toutes les villes d’Andalousie. Un succès remarquable nous y attendait. Ma modestie dut-elle en souffrir, je tiens à préciser que ma maîtrise de la danse et des castagnettes ne le cédait en rien aux meilleurs danseurs de l’Andalousie. »
Elle passe pour avoir été la protégée de José de Salamanca y Mayol.
Preuve de sa renommée, la célèbre fabrique de porcelaine de Volkstedt lui consacra une figurine.

## Sources
- (en) Selma Jeanne Cohen, International encyclopedia of dance: a project of Dance Perspectives Foundation, p. 500, éd. Oxford University Press,  (ISBN 019509462X)
- (en) Ivor Forbes Guest, The Ballet of the Second Empire, 1847-1858, p. 70-84, A. and C. Black, 1955
- Revue contemporaine et Athenaeum français, p. 636, vol. 4, Paris, éd. E.Brière, 1853
- La Mode, Revue des modes, Chronique dramatique, p. 247, Paris, 1940.
- Arthur Saint-Léon, Le Lutin de la vallée, Théâtre Lyrique Paris, éd. Beck, 1853
- Ces demoiselles de l'Opéra, p. 183, éd. Tresse et Stock, 1887.